# Boco I
Boco foi um rei da Mauritânia por volta de c. 111 a 80 a.C. e designado pelos historiadores como Boco I. Também era o sogro e genro de Jugurta, com quem fez guerra contra os romanos. No final, fez as pazes com Roma, entregando Jugurta aos romanos em 105 a.C.

## Vida e Família
Muito pouco se sabe sobre Boco I e seu reino durante seu tempo a partir de fontes históricas. Seu reino era entre o Oceano Atlântico e o Rio Moulouya (em latim: Mulucha) Como escreve Salústio, na época da guerra de Jugurta todos os mouros obedeciam a Boco. Salústio em seu livro Bellum Iugurthinum menciona que:
Todos os mouros eram governados pelo rei Boco, que nada sabia sobre o povo romano, exceto seu nome e, por sua vez, era desconhecido para nós antes daquela época, tanto na paz quanto na guerra.— Caio Salústio Crispo
De acordo com Salústio, Boco tinha muitas esposas, seguindo o costume dos líderes e reis mouros berberes e numídios. Dos filhos de Boco, apenas 4 são conhecidos: uma filha, cujo nome é desconhecido, casou-se com Jugurta e três filhos, Soso ou Mastanesoso, seu sucessor real, Vólux, que tinha idade suficiente para comandar tropas, e outro filho chamado Bogudes. É provável que Boco I fosse filho ou neto do Rei Baga da Mauritânia, que viveu na mesma época que o Rei Massinissa da Numídia.

## Guerra Jugurtina
Em 108 a.C., vacilou entre Jugurta e os romanos, e juntou-se a Jugurta apenas quando lhe prometeu a terceira parte de seu reino. Os dois reis foram derrotados pelos romanos na Segunda Batalha de Cirta. Após a batalha, Boco começou a fazer aberturas aos romanos novamente e, após uma entrevista com Sila, que era o questor de Caio Mário na época, enviou embaixadores a Roma. Em Roma, a esperança de uma aliança foi encorajada, mas com a condição de que Boco mostrasse que merecia isso. Após mais negociações com Sila, finalmente concordou em enviar uma mensagem a Jugurta solicitando sua presença. Jugurta caiu na armadilha e foi entregue a Sila. Boco concluiu um tratado com os romanos e uma parte da Numídia foi adicionada ao seu reino. Além de conciliar os romanos e especialmente Sila, enviou ao Capitólio um grupo de victories guardando um dispositivo em ouro que mostrava Boco entregando Jugurta a Sila.
O rei Boco I manteve boas relações com Roma depois disso, fornecendo aos romanos panteras e leões do norte da África para entretenimento.

## Sucessores
Boco I foi o pai de Mastanesoso, e avô de Boco II e Bogudes, os quais herdaram o reino e o dividiram entre eles. Boco II eventualmente adquiriu a metade do reino de Bogudes. Após sua morte em 33 a.C., a Mauritânia se tornou um estado cliente de Roma.